# André-Samuel-Michel Cantwell
Pour les articles homonymes, voir Cantwell.
André-Samuel-Michel Cantwell, né en 1744 et mort à Paris le 9 juillet 1802, est un bibliothécaire et traducteur français.

## Biographie
Fils du médecin d'origine irlandaise Andrew Cantwell, il sert dans l'armée comme lieutenant des maréchaux de France, puis entre en 1792 à l'hôtel des Invalides où il est nommé bibliothécaire.
Seul ou en collaboration, il a traduit de l'anglais des romans, des récits de voyages et des ouvrages littéraires, historiques et politiques, notamment les Leçons de rhétorique et de belles-lettres de Hugh Blair et l'Histoire de la décadence et de la chute de l'Empire romain d'Edward Gibbon.
Selon la Biographie universelle de Michaud, « Cantwell fut un des plus ignorants et des plus inexacts traducteurs qui aient affligé la littérature ».

## Traductions
- Edward Gibbon : Histoire de la décadence et de la chute de l'Empire romain, traduit en collaboration (18 volumes, 1788-1795)
- Anne Hughes : Isabella et Henri, roman (4 volumes, 1789)
- Robert Henry : Histoire d'Angleterre, depuis la première descente de Jules-César dans cette isle jusqu'à celle de Guillaume le Conquérant (6 volumes, 1789-1796)
- Edward Wortley Montagu [attribué à]: De la Naissance et de la chute des anciennes républiques, avec in fine des Réflexions du traducteur sur la présente situation de la France, & sur les mesures propres à assurer la durée, la tranquillité & la prospérité de la nouvelle République (1793) - le nom du traducteur est orthographié Cantwel (avec un seul l)
- William Alexander : Histoire des femmes. Depuis la plus haute Antiquité jusqu'à nos jours, avec des anecdotes curieuses, et des détails très intéressants sur leur état civil et politique, chez tous les peuples barbares et civilisés, anciens et modernes (2 volumes, 1794)
- Joseph Priestley : Discours sur l'histoire et sur la politique en général (2 volumes, 1795)
- Ann Radcliffe : Voyage en Hollande et sur les frontières occidentales de l'Allemagne, fait en 1794, suivi d'un voyage dans les comtés de Lancastre, de Westmoreland et de Cumberland (1796)
- John Moore : Zéluco, ou le Vice trouve en lui-même son châtiment, roman (4 volumes, 1796)
- Hugh Blair : Leçons de rhétorique et de belles-lettres (4 volumes, 1797)
- Mary Robinson : Hubert de Sevrac, ou Histoire d'un émigré, roman (3 volumes, 1797)
- James Ferguson, William Guthrie, Adam Anderson : Nouvelle géographie universelle, descriptive, historique, industrielle et commerciale des quatre parties du monde, avec des observations extraites de l'Histoire du commerce d'Anderson, une table chronologique, une liste des monnaies, par William Guthrie, la partie astronomique par James Ferguson, traduit en collaboration (3 volumes, 1798)
- Robert Townson : Voyage en Hongrie fait en 1797, précédé d'une description de Vienne et des jardins de Schoenbrun (1798)
- John Byron : Voyage de M. Byron à la mer du Sud, comprenant la relation du voyage de l'amiral Anson, avec un extrait du second voyage de M. Byron autour du monde (1799). Réédité sous le titre Naufrage en Patagonie (Éditions UNESCO, 1994)
- Anonyme : Le Château d'Albert, ou le Squelette ambulant, roman (2 volumes, 1799)
- Thomas Holcroft : Les Aventures de Hughes Trevor, ou le Gil Blas anglais, roman (2 volumes, 1803)

## Note
1. ↑  Les premiers volumes de cette traduction parurent initialement en 1776 sous le nom de l'historien Leclerc de Sept-Chênes ; on a longtemps cru qu'il avait servi de prête-nom à Louis XVI, qui s'exerçait volontiers en anglais alors qu'il n'était encore que dauphin. Cantwell y travailla entre autres avec Antoine-Marie-Henri Boulard. Elle fut ensuite révisée par François Guizot et rééditée en 13 volumes entre 1812 et 1813.

## Sources
- Sources biographiques : Pierre Larousse, Grand Dictionnaire universel du XIXe siècle, vol. III, 1867, p. 295.
- Sources bibliographiques : Louis-Gabriel Michaud, Biographie universelle ancienne et moderne, vol VII, 1813, p. 40-41, et Bibliothèque nationale de France.